# Szajch Alwan
Szajch Alwan (arab. شيخ علوان) – wieś w Syrii, w muhafazie Aleppo. W 2004 roku liczyła 557 mieszkańców.